# Pogoniopsis schenkii
Pogoniopsis schenkii,  es una especie   de orquídea de hábitos terrestres. Es originaria de Brasil.

## Descripción
Pogoniopsis schenkii se distingue fácilmente porque tiene clorofila, es saprofita, con raíces fasciculadas, sin hojas, que se presentan modificadas en brácteas fibrosas que cubren por completo el tallo carnoso y quebradizo.
Las plantas son de color amarillo pálido y sus flores pequeñas, miden entre dos y tres centímetros, con grandes brácteas de color amarillo, que pueden ser de color amarillo pálido, naranja o marrón, con labelo más o menos saliente,  trilobulado, con rayas de color naranja y lóbulos laterales pilosos y erectos; la columna es corta con alas dentadas en ambos lados de la antera es de color amarillo.

## Distribución y hábitat
Es una orquídea de hábitos terrestres de pequeño tamaño, originaria de Brasil, donde viven en la materia orgánica en descomposición en los oscuros bosques de los estados del sureste en el Cerrado y la Mata Atlántica.

## Taxonomía
Pogoniopsis schenkii fue descrita por Célestin Alfred Cogniaux y publicado en Flora Brasiliensis 3(4): 136, en el año 1893.